# Karl Emanuel Jansson
Pour les articles homonymes, voir Jansson.
Karl Emanuel Jansson, (né le 7 juillet 1846 à Finström et mort le 1er juin 1874 à Jomala), est un peintre finlandais d'origine ålandaise, spécialisé dans le portrait et la scène de genre.

## Biographie
Deuxième des sept enfants du fermier de Pålsböle Jan Jansson, Karl Emanuel Jansson s'intéresse très jeune à la peinture, inspiré par le peintre paroissial G. Kjellgren. Il abandonne son apprentissage comme cordonnier au bout d'un an pour devenir son assistant.
Le vicaire Frans Peter von Knorring (sv) découvre ses dessins en 1859 et le recommande à l'association des arts de Finlande.
Jansson obtient une bourse pour étudier à l'école des Beaux-Arts de Turku, sous la direction de Robert Wilhelm Ekman, qui le prend sous son aile, l'héberge, lui paie son matériel et lui dispense des cours supplémentaires.
À l'automne 1862, Jansson s'installe à Stockholm pour suivre les cours de l'Académie royale des arts de Suède et étudier notamment l'anatomie.
Il éprouve des difficultés pour vendre ses toiles.
Après avoir achevé ses études en 1867, il décroche une bourse d'État pour étudier à l'Académie des beaux-arts de Düsseldorf, où il arrive à l'automne 1868.
Il revient dans les îles Åland à l'été 1870 et y séjourne un an avant de repartir à Düsseldorf.
Pour soulager la tuberculose qui lui ronge les poumons, Jansson se rend à Rome en mars 1872, puis visite plusieurs stations thermales (Davos, Merano), sans que son état ne s'améliore.
Après un dernier séjour à Düsseldorf, il rentre à Åland à l'été 1873 et s'installe chez le juge Lönnblad et sa femme, dans la paroisse de Jomala.
Il peint encore quelques toiles, inachevées.
Sur son lit de mort, il apprend que ses toiles Klöveress et Talmannen ont remporté un prix à l'exposition universelle de Vienne, et qu'il a été fait membre de l'Académie des arts de Saint-Pétersbourg.
Il meurt le 1er juin 1874 à l'âge de 27 ans.

## Quelques œuvres
| Image | Titre finnois                                             | Titre suédois              | Date et lieu            |
| ----- | --------------------------------------------------------- | -------------------------- | ----------------------- |
|       | Valkohilkkainen eukko                                     | Gumma i vit huva           | 1867, Ateneum           |
|       | Pojan Hiuksia Leikataan                                   | ?                          | 1867, collection privée |
|       | Ahvenanmaalainen Morsian                                  | Åländsk bondbrud           | 1869, Ateneum           |
|       | Ahvenanmaalaisia Merimiehiä Pelaamassa korttia Kajuutassa | Klöveress                  | 1871, Ateneum           |
|       | Sakariston Ovella                                         | Vid dörren till sakristian | 1874, Ateneum           |